# 佐渡長重
佐渡 長重（さど ながしげ）は、戦国時代から安土桃山時代にかけての武将。初め織田与三郎を称し、後に佐渡氏を称したが、改姓時期は不詳。

## 概要
長重は、織田信長の親族であったとされ、初め織田与三郎を称している。出自については、源満政の22代末裔であるとの記述もあるが、織田氏を称して岩倉織田氏と並んでおり、詳細は不明である。
佐渡氏自体は清和源氏満政流美濃源氏の系統で、満政嫡男の源忠重が美濃国安八郡佐渡邑に住すことに始まるという。永禄年間は岩倉城に住していたと記されるが、岩倉城が織田信長の攻撃を受けて落城したのが永禄初期なので、落城時期に岩倉にいたことになる。
関連して、同時期に岩倉に住していた織田秀敏の子に、桶狭間の戦いで戦死した織田与三郎がいるが、長重との関連は不明である。
天正2年（1574年）、第三次長島一向一揆において戦死したという。

## 系譜
- 父：不詳
- 生母不明の子女
  - 女子：団平八郎景春（別名に団忠正、梶原景春）室
  - 男子：佐渡半兵衛長政（傍木氏に改姓したのち再び佐渡を称した）
  - 女子：鎌田五左衛門某（織田信長家臣）室
  - 女子：織田越前某室（津田信義母）[1]